# Пепе Фемлинг
Пепе Фемлинг на шведски: Peppe Femling (24 март 1992, Йевле) е шведски биатлонист и ски бегач.
Той е олимпийски шампион през 2018 година в щафетата 4 х 7,5 км.

## Биография

### Биатлон

#### Световна купа
Прави своя дебют на състезание в Оберхоф, където по време на спринта Пепе заема 92 място, което не е достатъчно да попадне в преследването По-късно почти преди края на сезона, отново участва в спринта, и заема 87 място и отново не успява да попадне в преследването.
Но кариерата на спортиста не завършва на този етап. Още през следващата година отново взема участие в световната купа по биатлон, където най-доброто му класиране е 6 място в смесената щафета.

#### Световно първенство
През 2015 г., участва на Световното първенство, където най-доброто му класиране е 16 място в смесената щафета, в индивидуалните състезания най-предното му класиране е 62-рото място в индивидуалния старт.
На Световното първенство през 2016 в Осло, заема 6 място в щафетата, а в индивидуалните състезания – 37-о място в индивидуалното старт.

### Ски бягане
В ски бягането Пепе се състезава в клуба Hoegby Gif.
Сред резултатите му си струва да се отбележи състезанието на 15 километра, на 6 януари 2017 година, където Пепе успява да спечели 2-рото място с изоставане само от 32 секунди.
Пепе участва също и в юношески състезания, сред които е тази в Швеция, където успява отново да спечели второто място.

## Успехи
Олимпийски игри:
- Шампион (1): 2018

### Олимпийски игри
| Олимпиада      | Индивидуално | Спринт | Преследване | Масов старт | Щафета | Смесена щафета |
| -------------- | ------------ | ------ | ----------- | ----------- | ------ | -------------- |
| 2018 Пьонгчанг | -            | 32-ро  | 42-ро       | -           | Злато  | -              |